# Lophomilia
Lophomilia is een geslacht van vlinders van de familie Uilen (Noctuidae), uit de onderfamilie Acontiinae.

## Soorten
- L. flaviplaga Warren, 1912
- L. polybapta Butler, 1879
- L. striatipurpurea Holloway, 1976
- L. takao Sugi, 1962
- L. variegata Hampson, 1894